# Andreas Rothlin Svensson
Andreas Rothlin Svensson (født 15. maj 1972 i Göteborg) er en svensk skuespiller og stemmeskuespiller, kendt for film som Tjocktjuven og for tv-serierne Inden vi dør og Wallander.

## Biografi
Han blev født i Göteborg, men havde sin opvækst i Stockholm med en mor fra Skåne og en far fra Småland. Fra 1988-1990 gik han på  Södra Latins gymnasiums teaterlinje, og fra 1990-2000 var han scenetekniker på Dramaten. Undervejs (fra 1995) påbegyndte han sin skuespillerkarriere og spillede roller på Teater Scenario og Moment teater fra 1997-2006. I 2006 fik han roller på Dramaten og senere tilbudt en fastansættelse på samme teater i 2013, hvor han fortsat er tilknyttet.

## Privat
Andreas Rothlin Svensson er gift med skuespillerinden Anna Rothlin, og sammen har de en datter.

## Filmografi (udvalg)
- 2021 - Trevlig helg (tv-serie) – Shawn Mendes / Stefan
- 2020 - Mirakel (tv-serie) – August
- 2020 - The Head (tv-serie) – Dr. Micke Karlsson
- 2020 - Hamilton (tv-serie) – Niklas Broman
- 2018 - Kristina Ohlsson: Stockholm requiem (tv-serie) – Valter
- 2018 - Det som skjules i sneen (tv-serie) – Per Jensen
- 2017-2020 - Familien Löwander (tv-serie) – Svante Gahn
- 2017 - Inden vi dør (tv-serie) – Roger
- 2016-2019 - Den perfekte familie (tv-serie) – Stefan
- 2016 - Fröken Frimans krig (tv-serie) – redaktøren
- 2016 - Bamse og heksens datter – Tuffe Sork (stemme)
- 2015 - Solsidan (tv-serie) - Schering
- 2015 - Arne Dahl - Mørketal – Hans Danielsson
- 2015 - Blå ögon – Henriks kollega
- 2015 - Muttern (kortfilm) – Anton (som voksen)
- 2014 - Inte OK! (tv-serie) – medvirkende
- 2014 - Från djupet av mitt hjärta – faderen
- 2013 - Wallander (tv-serie) – Boman
- 2012 - Odjuret – Axelsson
- 2012 - Livstid – Bertil Strand
- 2012 - Hedebølge – Bertil Strand
- 2012 - Prime Time – Bertil Strand
- 2012 - Nobels testamente – Bertil Strand
- 2011 - Anno 1790 (tv-serie) – Mats Karbin
- 2008 - Allt flyter – Charles
- 2006 - Sista dagen – Markus
- 2006 - Tjocktjuven – Klas